# World Financial Center

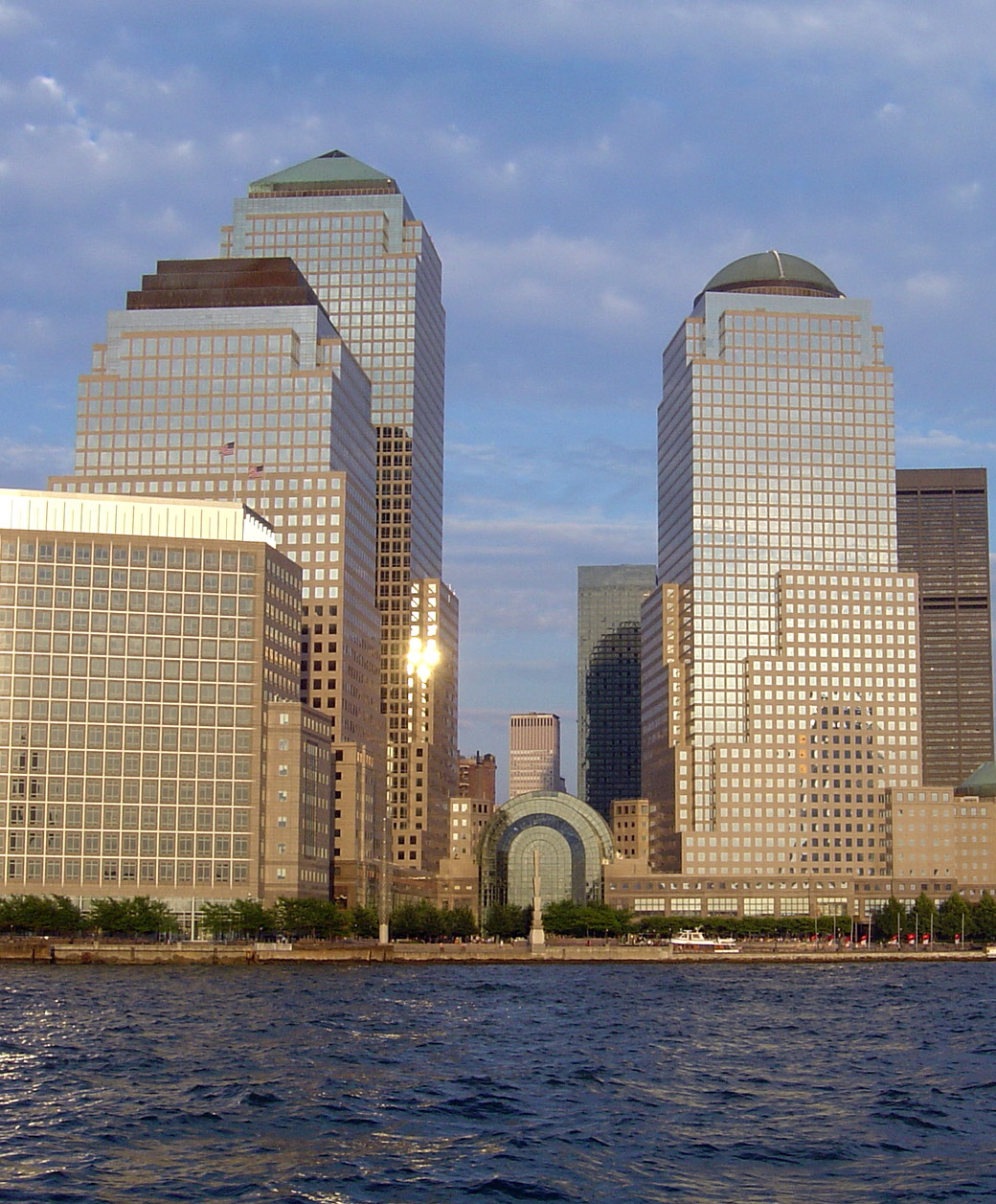
Le complexe du World Financial Center.

Le World Financial Center est un complexe de bâtiments situé dans le quartier de Battery Park City, dans Lower Manhattan à New York. Le complexe est bordé à l'ouest par l'Hudson River, à l'est par West Street, et se trouve à proximité du site du World Trade Center et du Financial District. Le World Financial Center se compose de quatre bâtiments principaux, le One World Financial Center, le Two World Financial Center, le Three World Financial Center et le Four World Financial Center, reliés entre eux par le Winter Garden, espace public construit sous une armature de verre et d'acier culminant à 36 mètres, en abritant des arbres et des plantations parmi lesquelles de palmiers de douze mètres, provenant du désert des Mojaves.
Le complexe abrite le siège de nombreuses entreprises liées plus ou moins directement à la finance, parmi lesquelles Merrill Lynch et American Express, ainsi que Dow Jones & Company et le Wall Street Journal. L'intégralité du complexe est possédée par l'entreprise immobilière Brookfield Properties, basée à Toronto.
L'architecture du complexe est l'œuvre de l'architecte américain d'origine argentine César Pelli en collaboration avec Adamson Associates, et la construction, réalisée sous la tutelle de la compagnie canadienne Olympia and York s'est échelonnée entre 1985 et 1988. Le complexe est bâti sur un remblai, utilisé pour la construction de Battery Park City, le remblai provenant lui-même des travaux d'excavation du World Trade Center, construit dans les années 1970.

## Bâtiments et locataires
Le complexe est composé de quatre tours principales, chacune nommées par un numéro du un à quatre (One, Two, Three, Four). En plus de ces tours principales, le World Financial Center comprend le Winter Garden, ainsi que le NYMEX building, ajouté en 1997.

### One World Financial Center
Le One World Financial Center date de 1986. Il culmine à 176 mètres, et comporte 40 étages, et constitue le troisième plus grand bâtiment du complexe. Il est situé au 200 Liberty Street, possède une surface totale de bureaux de 151,000 m². Il est reconnaissable par son toit carré et en pente.
Parmi les locataires, on retrouve Deloitte and Touche (l'un des cabinets majeurs d'audit), Dow Jones & Co., Fidelity Investments, Lehman Brothers ou encore Cadwalader, Wickersham and Taft (cabinet d'avocats), .

### Two World Financial Center

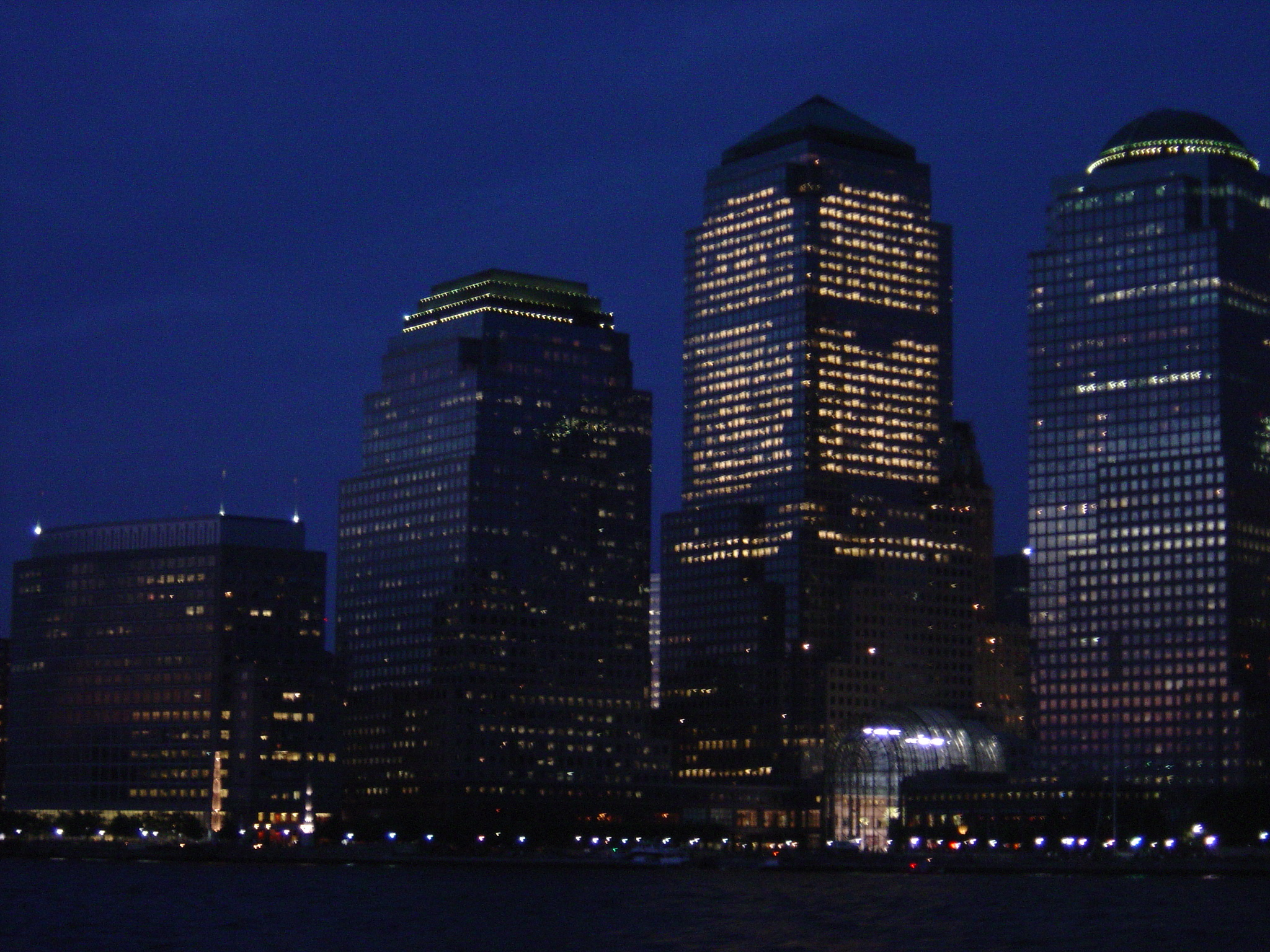
Le World Financial Center de nuit.

Le Two World Financial Center a été achevé en 1987. Il comporte 40 étages, et culmine à 197 mètres. Il est localisé au 225 Liberty Street. La surface totale de bureaux louables à bail est de 231,000 m² ce qui fait du building le plus vaste du complexe. Son toit est reconnaissable par sa forme de dôme.
Les locataires principaux de l'immeuble sont la Commerzbank, Deloitte Touche Tohmatsu, Merrill Lynch, Nomura Group (conglomérat japonais), State Street Corp. et Thacher Proffitt & Wood (cabinet d'avocats).

### Three World Financial Center
Le Three World Financial Center, achevé en 1985 est la première tour du complexe à avoir été achevée, mais aussi la plus haute, avec un toit pyramidal atteignant les 225 m pour 67 étages. Paradoxalement, le bâtiment, localisé au 200 Vesey Street est des quatre bâtiments principaux celui qui offre la plus petite surface d'espaces en location (111,000 m²).
Le Three World Financial Center abrite le siège d'American Express (qui est d'ailleurs propriétaire de son espace), mais aussi BearingPoint, la Securities and Exchange Commission (plus couramment SEC) ainsi que Computer Generated Solutions Inc.

### Four World Financial Center
Le Four World Financial Center (ou “tour nord”), achevé en 1986 est localisé au 250 Vesey Street. Il mesure 152 mètres pour 34 étages, et les 167,000 m² de bureaux louables sont intégralement occupés par Merrill Lynch. Le bâtiment est reconnaissable par son toit carré, et formé de plusieurs marches.

### Le Winter Garden

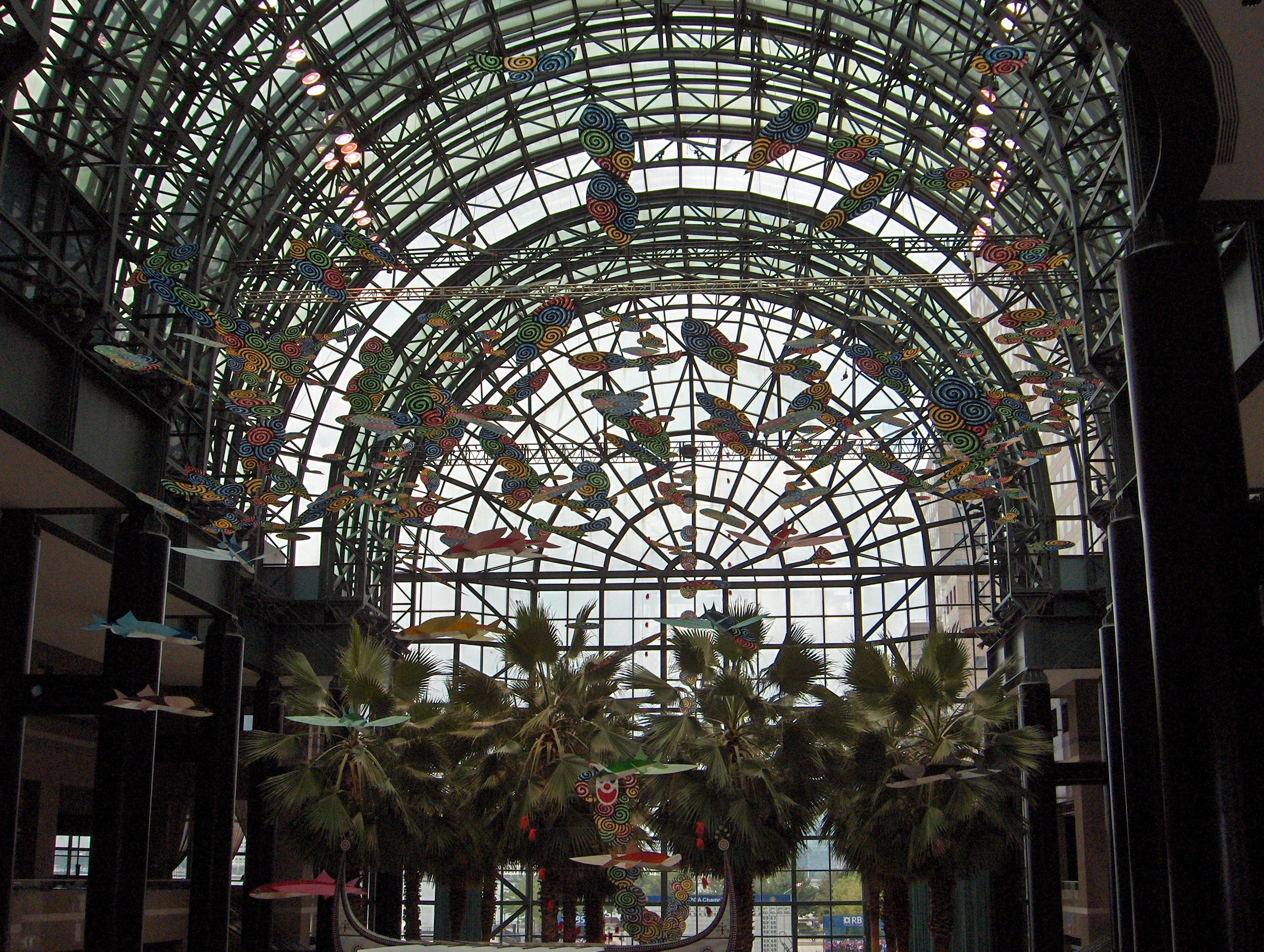
Le Winter Garden, et son dôme en verre.

Le Winter Garden est un espace public, qui sert de liaison entre les différentes tours du World Financial Center. Il s'agit en fait un gigantesque dôme d'acier et de verre d'une aire totale de 4180m². Sous le dôme se côtoient boutiques et cafés (entre les tours deux et trois), avec une décoration botanique composée de plantes et d'arbres provenant de différentes régions, dont seize palmiers de douze mètres importés du désert des Mojaves en Californie. La surface disponible à la location est de 27,000 m², et les principales boutiques sont tenues par Banana Republic (vêtements de luxe), Eckerd (pharmacies), Gap, Hallmark Cards (cartes de vœux) ou encore Starbucks.
Consécutivement aux attaques terroristes du 11 septembre 2001, le Winter Garden a été fermé et rénové, avant de rouvrir ses portes en septembre 2002.

### Le NYMEX Building
Ajouté en 1997, le NYMEX Building, situé au 1 North End Avenue ne compte que seize étages, pour une surface louable de 46,000 m². Comme son nom l'indique, le NYMEX Building est loué par le New York Mercantile Exchange (ou NYMEX), mais aussi par le New York Board of Trade (ou NYBT).